# Trichodorus magnus
Trichodorus magnus is een rondwormensoort uit de familie van de Trichodoridae. De wetenschappelijke naam van de soort is voor het eerst geldig gepubliceerd in 1993 door Decraemer W. & Marais M..